# Willisau (distrikt)
Wahlkreis Willisau är en av de sex valkretsarna i kantonen Luzern i Schweiz. Valkretsarna i Luzern har ingen administrativ funktion, men används för statistiska ändamål. De kan jämföras med distrikten i andra schweiziska kantoner.

## Indelning
Valkretsen består av 21 kommuner:

- Alberswil
- Altbüron
- Altishofen
- Dagmersellen
- Egolzwil
- Ettiswil
- Fischbach
- Grossdietwil
- Hergiswil bei Willisau
- Luthern
- Menznau
- Nebikon
- Pfaffnau
- Reiden
- Roggliswil
- Schötz
- Ufhusen
- Wauwil
- Wikon
- Willisau
- Zell